# Olivia Meltz
Beim Autorennamen Olivia Meltz handelt es sich nach den Angaben des Molden Verlags um ein Pseudonym, hinter dem ein internationales Autorenteam steckt.
„Olivia Meltz“ hat Bücher in verschiedenen Sparten veröffentlicht. Dazu gehören die Krimireihe Leah und Louis und das Buch AAA – Das Manifest der Macht.

## Schriften
- Die verkaufte Schwester – Ein Leah & Louis Krimi. Molden-Verlag, Wien 2011, ISBN 978-3-854852-72-8
- Mörderisches Wiedersehen – Ein Leah & Louis Krimi. Hansanord-Verlag, Feldafing 2012, ISBN 978-3-940873-31-6
- AAA – Das Manifest der Macht. Hansanord-Verlag, Feldafing 2012, ISBN 978-3-940873-37-8